# Килауеа (Хаваји)
Килауеа (енгл. Kilauea) насељено је место за статистичке потребе у америчкој савезној држави Хаваји. По попису становништва из 2010. у њему је живело 2.803 становника.

## Демографија
Према попису становништва из 2010. у граду је живело 2.803 становника, што је 711 (34,0%) становника више него 2000. године.
| Група             | 2000.       | 2010.         |
| Белци             | 938 (44,8%) | 1.430 (51,0%) |
| Афроамериканци    | 14 (0,7%)   | 15 (0,5%)     |
| Азијати           | 556 (26,6%) | 597 (21,3%)   |
| Хиспаноамериканци | 149 (7,1%)  | 260 (9,3%)    |
| Укупно            | 2.092       | 2.803         |